# Abdulla Al-Dakeel
Abdulla Al-Dakeel (Baréin, 3 de julio de 1985) es un exfutbolista de Baréin que jugaba en la posición de delantero.

## Carrera

### Club
| Periodo   | Club           |
| --------- | -------------- |
| 2004-2008 | Muharraq Club  |
| 2008-2009 | Al-Wahda FC    |
| 2009–2011 | Muharraq Club  |
| 2012      | Al-Najma       |
| 2012-2013 | Busaiteen Club |
| 2013      | Muharraq Club  |
| 2014      | Al-Markhiya SC |
| 2014-2015 | Muharraq Club  |
| 2015-2016 | Manama Club    |
| 2016-2018 | Al-Hala SC     |

### Selección nacional
Jugó para Baréin en 35 ocasiones de 2005 a 2011 y anotó 5 goles; participó en los Juegos Asiáticos de 2006 y en la Copa Asiática 2011.

## Logros
- Liga Premier de Baréin (6): 2005–06, 2006–07, 2007–08, 2010-11, 2012-13, 2014-15
- Copa del Rey de Baréin (3): 2005, 2008, 2011
- Copa FA de Baréin (1): 2005
- Copa Príncipe de la Corona de Baréin (3): 2006, 2007, 2008
- Supercopa de Baréin (1): 2006

## Estadísticas

### Goles con selección nacional
| # | Fecha      | Sede           | Rival                  | Resultado | Torneo                   |
| - | ---------- | -------------- | ---------------------- | --------- | ------------------------ |
| 1 | 3-8-2005   | Manama, Baréin | Turkmenistán           | 5-0       | Amistoso                 |
| 2 | 27-10-2005 | Manama, Baréin | Panamá                 | 5-0       | Amistoso                 |
| 3 | 29-8-2008  | Abu Dhabi, UAE | Emiratos Árabes Unidos | 3-2       | Amistoso                 |
| 4 | 29-12-2008 | Manama, Baréin | Siria                  | 2-2       | Amistoso                 |
| 5 | 4-1-2009   | Mascate, Omán  | Irak                   | 3-1       | 2009 Gulf Cup of Nations |